# 寺門孝之
寺門 孝之（てらかど たかゆき、1961年2月10日 - ）は、日本のイラストレーター、画家。神戸芸術工科大学教授。水彩画からコンピュータグラフィックスまで、幅広いグラフィックワーク。

## 経歴
- 1961年、愛知県名古屋市で父・一彦、母・法子の長男として生まれる。3歳の時に父の仕事の都合で兵庫県神戸市へ引っ越す。
- 1976年、神戸市立垂水東中学校卒業[2]。
- 1979年、兵庫県立長田高等学校卒業[2]。大阪大学工学部環境工学科入学。
- 1983年、大阪大学文学部美学科卒業。上京してセツ・モードセミナーに入学。ニューメディア画像制作会社（株）シフカに入社。
- 1985年、第6回日本グラフィック展大賞受賞。セツ・モードセミナー卒業。
- 1986年、ニューメディア画像制作会社シフカ退社。
- 1993年、アトリエを神戸に移しペインティングを中心とした画家生活に入る。
- 2006年、神戸芸術工科大学ビジュアルデザイン学科教授就任。
- 2007年、「先生になっちゃった僕たち!」というイベントで同じく神戸芸術工科大学教授の漫画家のしりあがり寿と限定100人の観客の前で対談。
- 2010年2月20日公開の人間失格で、画家志望である主人公の絵画を担当

## 著書
- 「DREAM DREAM」（ブルース・インターアクションズ）（2003）
- 「天使のカレンダー」（1999）（リトル・モア）
- 「天使ブック」（1996）（リトル・モア）、「sky love 空の贈りもの」（リトル・モア）
- 「かごめドリーム　ツル」「かごめドリーム　カメ」（1994）（光琳社）
- 「天使のプレゼント」（2001）
- 「天使のヒーリングブック」（1999）「天使からのおくりもの」（2000）（大和書房）
- 「ミーハー歌舞伎」（1996）（東京書籍）
- 「ON! Happy Birthday」「Happy寿Wedding」「ようこそnew baby」「色色のおめでとう」
- 「Cocoro, Merry Merry Christmas!」（2001）（アムズ・アーツ・プレス）

## 仕事
- テレビドラマ「天使のお仕事 (テレビドラマ)」タイトル画
- テレビドラマ「奇跡の人」、「つぐみへ…」サウンドトラック盤ジャケット
- 小学校国語教科書表紙・扉（大阪書籍）2000
- 小学校せいかつ・イラストレーション(光村図書)2001
- フェリシモ（通販の会社）のお届けボックスの装画（1999）
- インスパイアレーション"angels rondo"（阪神大震災を体験した全ての魂へのレクイエム。マルチスライドによる映像作品。神戸ファッション美術館。1998）
- 第30回神戸まつり　ポスター画（2000）
- 神戸市消防局広報誌「雪」表紙画（2001）
- 神戸メリケンパークオリエンタルホテル　アクアホール　ポスター画（2001）
- 週刊朝日・近藤サト／エッセイ「女と男のラプソディ」カット連載（2002）
- 首都圏外郭放水路完成式典『龍誕祭』において巨大な「龍」のライヴペインティング（2002）
- 東京・営団地下鉄主催『Metro Live ROPPONGI』（六本木ヒルズアリーナ）において
- 巨大な「龍」のライヴペインティング（2003）
- ツマガリ／ブライダルパンフレット（2002）
- 百貨店・天満屋/キャンペーンポスター（2002-2003）
- 劇団・東京ヴォードヴィルショー／公演ポスター（1996～）
- 松山バレエ団／子供の日公演ポスター（1999～）
- 劇団・楽市楽座／公演ポスター（2003～）
- タイニイアリス・アジア演劇祭アリス・フェスティバル／告知ポスター（2003）
- EST-1／年間キャンペーンポスター・コルトン（2003～）
- MATSUYA　GINZA/クリスマス・グラフィック&ディスプレイ（2003）
- レイラーニ／CDジャケット「ほしのしずく」、ライブペインティング
- 婦人公論別冊「中津川りえの日めくり傾斜宮占い」表紙・挿画（2004）